# 川内交通
有限会社川内交通（かわうちこうつう）は、かつて青森県むつ市川内町（旧：下北郡川内町）に存在したバス事業者である。元青森県バス協会会員。2011年9月に破産。
有限会社むつ車体工業がバス事業を継承し、むつ車体バス事業部として「KKB 川内交通バス」のブランド名で貸切バス・乗合バス事業を行っている。

## 路線バス
- 川内町 - 川内病院前 - せせらぎ荘前 - ふれあい温泉前 - 湯野川

元は国鉄バス下北線の支線として開業した。国鉄分割民営化によりジェイアールバス東北に路線が継承され、ジェイアールバス東北大湊営業所が「安部城線」として運行していたが、ほどなくジェイアールバス東北の合理化により路線休止となった。川内町が主体となり廃止代替バスとして運行、川内交通に委託し「川内交通線」として運行。のちに、むつ車体工業が路線を引き継いで運行していた。

### 路線沿革
- 1972年3月15日 - 国鉄バス川内町 - 湯野川間開業。
- 1987年4月1日 - 国鉄分割民営化に伴い、JR東日本に継承。
- 1988年4月1日 - JR東日本の自動車部門分社化により、ジェイアールバス東北に継承。
- 1990年10月14日 - 路線休止。
- 1991年10月1日 - 川内町主体の廃止代替バス運行開始。川内交通に運行を委託する。
- 2005年3月14日 - 川内町がむつ市に編入され廃止。むつ市川内町となる。
- 2011年3月11日 - 東日本大震災が発生。
- 2011年9月28日 - 破産手続開始[1]。
- 2012年5月10日 - 破産手続廃止[2]。

## 車両
路線バス「川内交通線」で使用されていた車両とバス停留所。

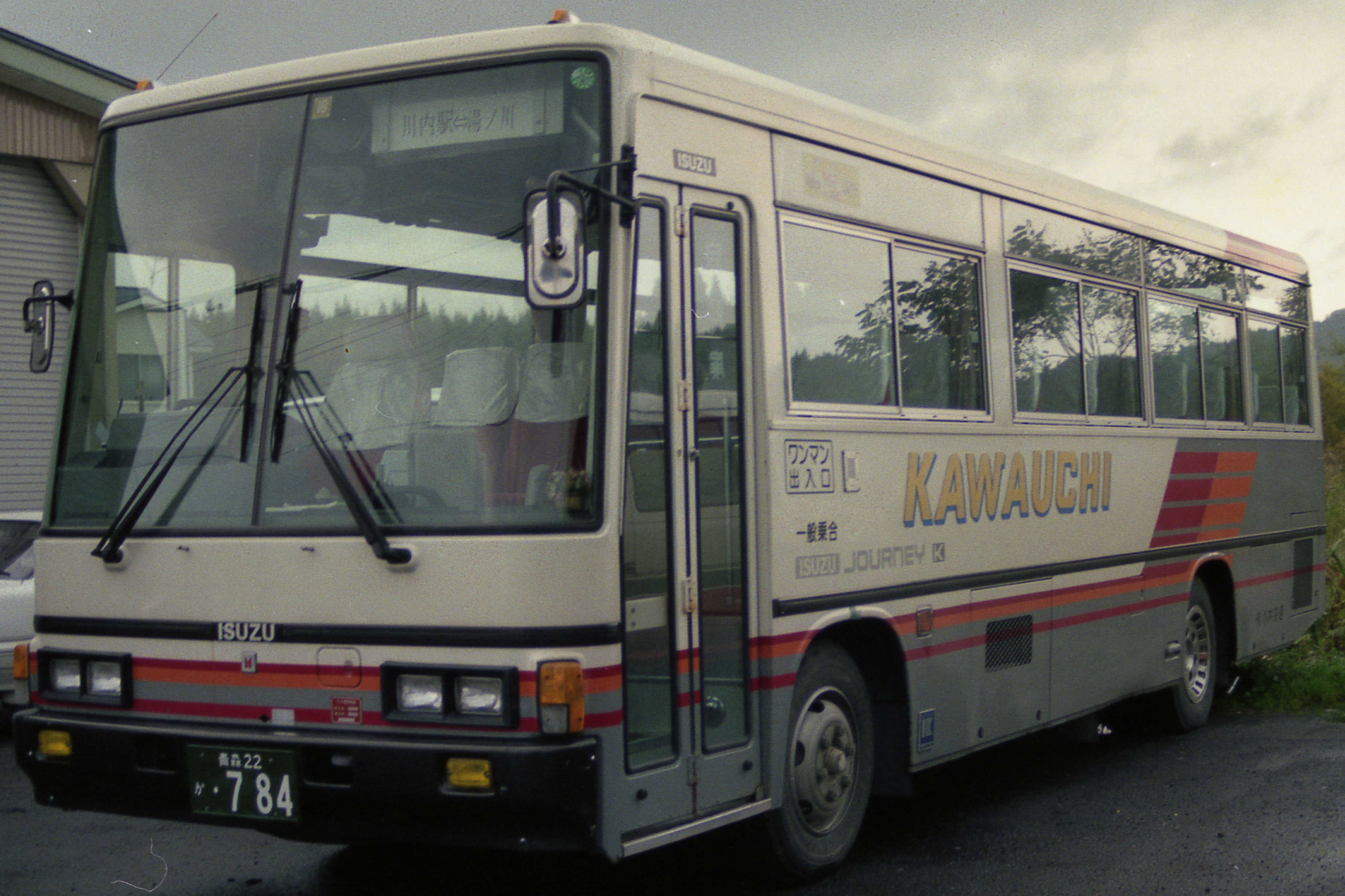
1993年10月当時の車両 いすゞ・ジャーニーK（観光型トップドア車）
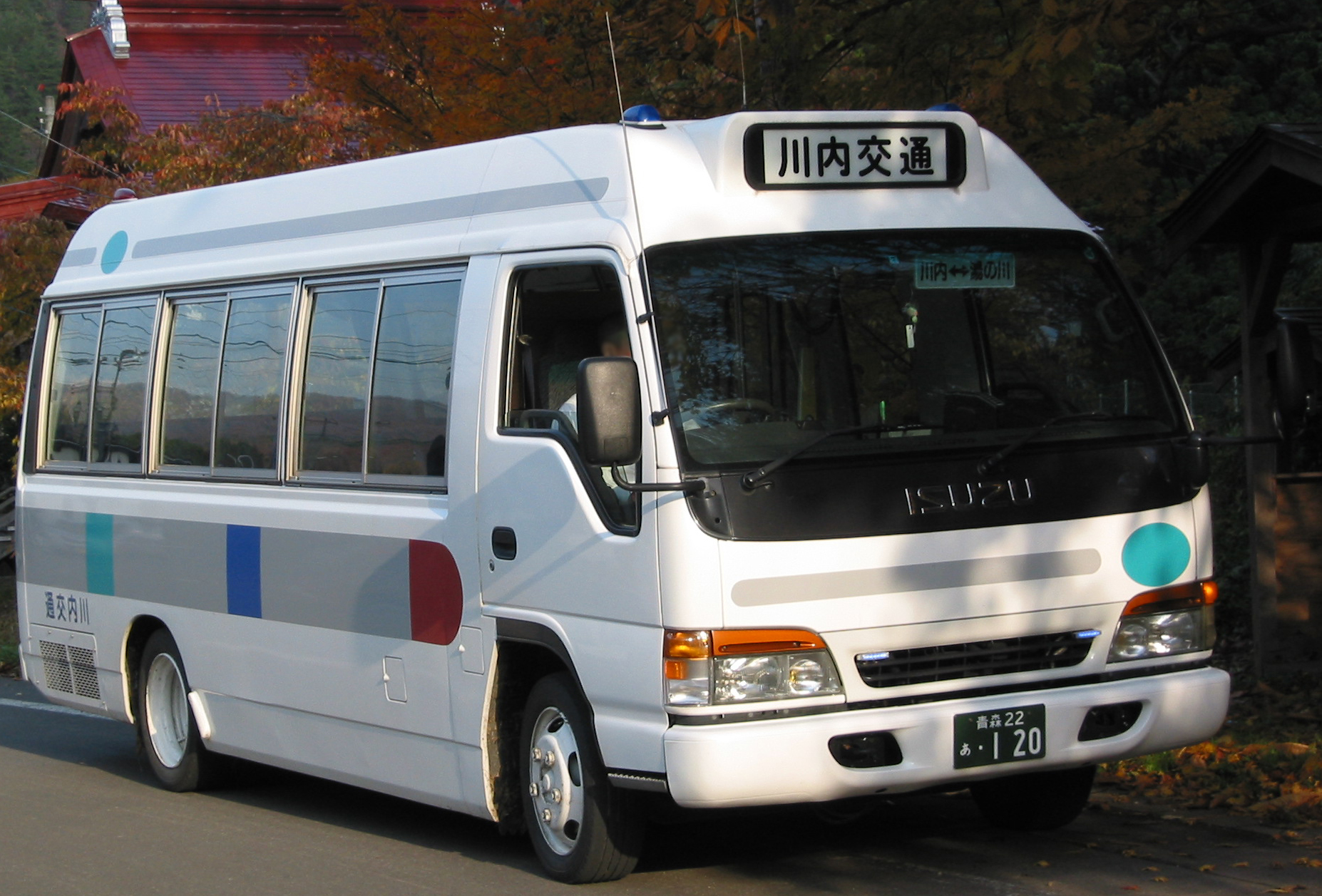
2005年11月当時の車両 いすゞ・ジャーニーE（西工プレビス）
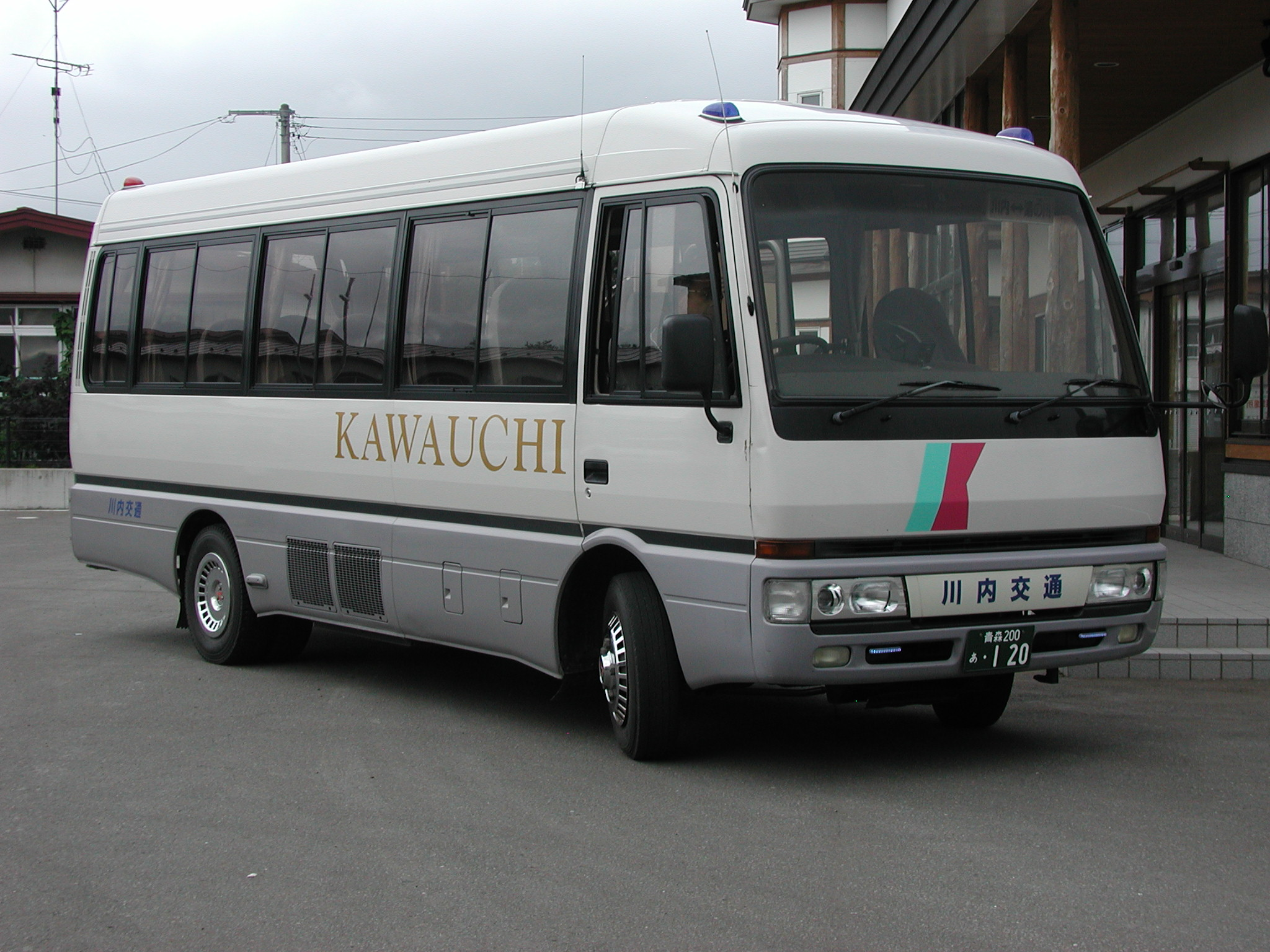
2009年8月当時の車両 三菱ふそう・ローザ（3代目後期型） まちの駅かわうちにて
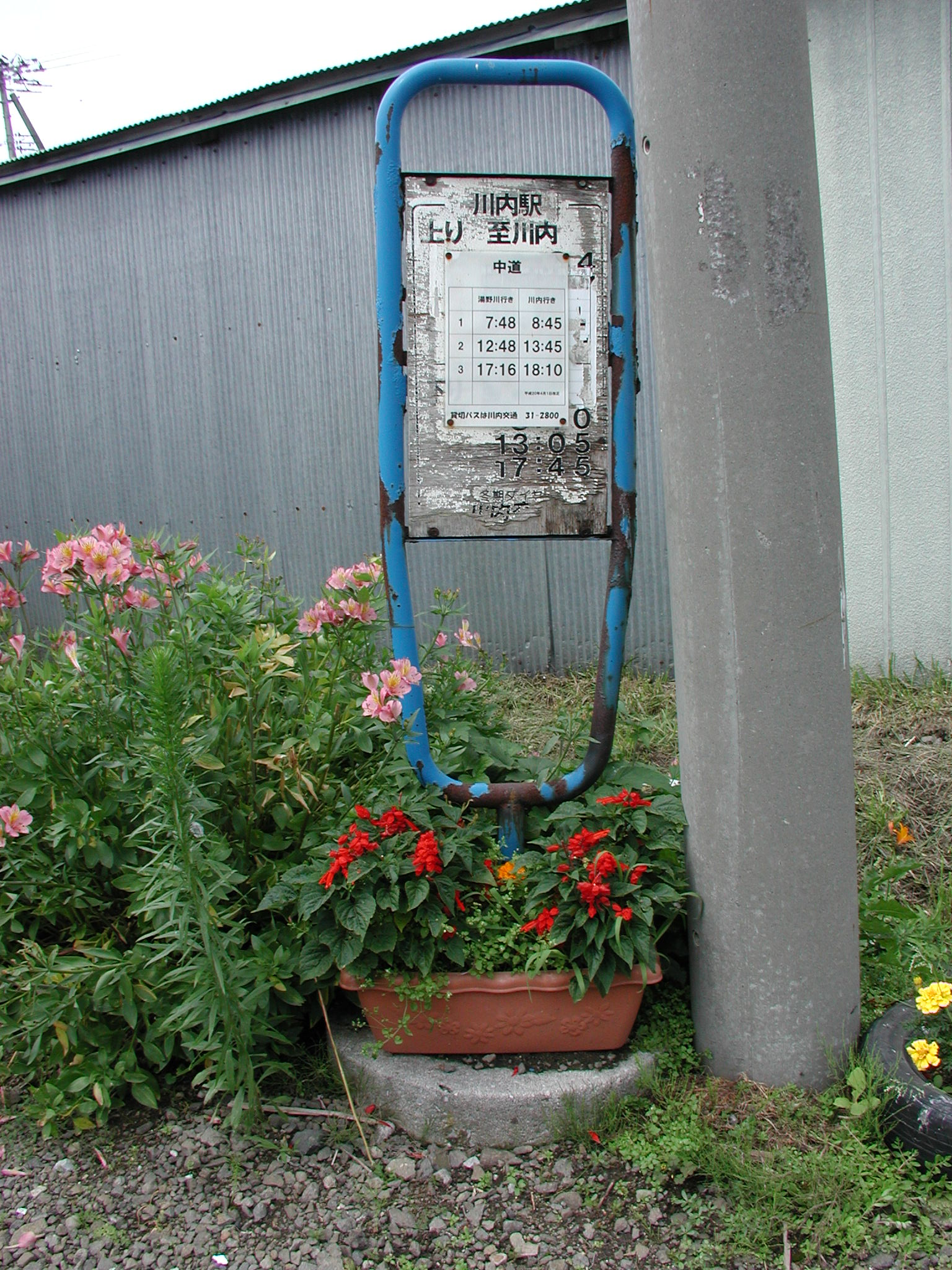
バス停ポール 「中道」停留所（2009年8月）